# Wrzeszów
Wrzeszów – wieś w Polsce położona w województwie dolnośląskim, w powiecie wołowskim, w gminie Wińsko.

## Podział administracyjny
W latach 1975–1998 miejscowość administracyjnie należała do województwa wrocławskiego.